# اچ‌ام‌اس سوپلای (۱۷۵۹)

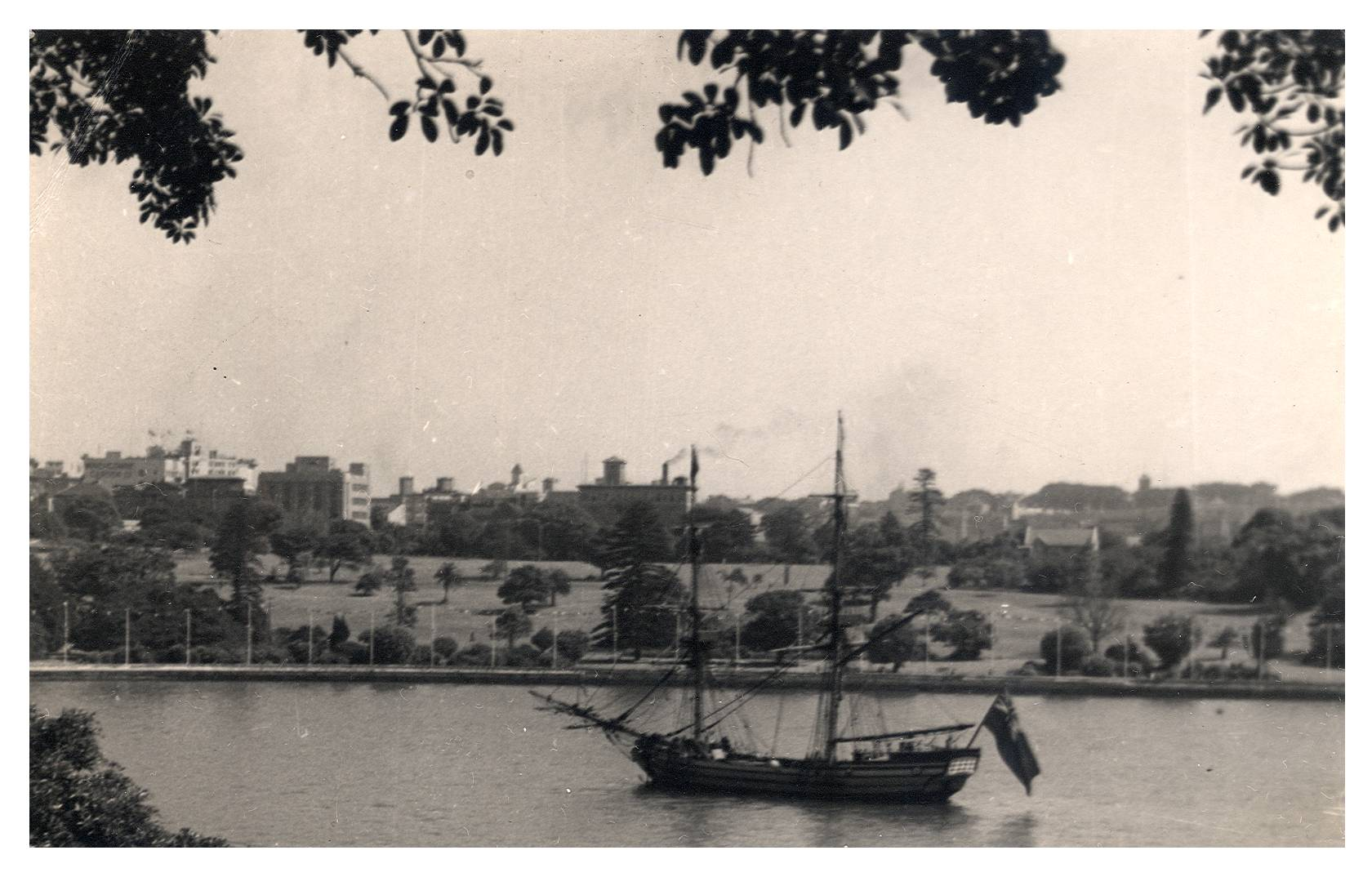
اچ‌ام‌اس سوپلای (۱۷۵۹)

اچ‌ام‌اس سوپلای (۱۷۵۹) (به انگلیسی: HMS Supply (1759)) یک کشتی است.